# Клуб првих жена
Клуб првих жена (енгл. The First Wives Club) амерички је хумористички филм из 1996. године базиран на истоименом роману из 1992. Оливије Голдсмит. Филм је продуцирао Скот Рудин и режирао Хју Вилсон. Главне улоге тумаче Дајана Китон, Голди Хон и Бет Мидлер као три разведене жене које траже освету за своје бивше мужеве због тога што су их оставили због млађих жена. Споредне улоге тумаче Стивен Колинс, Виктор Гарбер и Ден Хедаја као бивши мужеви главних улога и Марша Геј Харден, Елизабет Беркли и Сара Џесика Паркер као њихове љубавнице. Споредне улоге такође тумаче Меги Смит, Бронсон Пинчот, Роб Рајнер, Ајлин Хекарт, Филип Боско и Стокард Ченинг; камео појављивања остварују Глорија Стајнем, Ед Коч, Кети Ли Гифорд и Ивана Трамп.
Филм је на изненађење остварио добар успех на биоскопским благајнама у Северној Америци, зарадивши 181.490.000 америчких долара широм света, највише од домаћег тржишта, упркос помешаном пријему. Постао је култни филм нарочито међу средовечних жена и пројекат који је највише зарадио од главних глумица који им је помогао да ревитализују своје каријере у филму и телевизији.

## Радња
Бренда, Елиз и Ени су биле пријатељице током студија, али су после дипломирања изгубиле контакт. Њих три ће се поново срести на сахрани пријатељице која је извршила самоубиство јер је постала очајна због тога што ју је супруг оставио због млађе жене. А ускоро ће се и три пријатељице наћи у сличној ситуацији.
Елиз је глумица која има све мање посла, а њен супруг и продуцент Бил захтева развод и половину њеног богатства. Бренда је помогла свом супругу Мортону да отвори врло успешан ланац продавница. С обзиром на то да је он постао познат јер се појављује у рекламама, почеле су да га занимају жене које су много млађе и мршавије од његове супруге. Ени је дозволила свом супругу Арону да је искоришћава и чини јој се да је на великом губитку јер је он одлучио да је остави. После једног крајње искреног разговора, три пријатељице одлучују да је време да се позабаве својим проблемима и смишљају начин да се освете бившим мужевима, али и да их оставе без новца који ће потрошити на најбољи могући начин.